# Initiative populaire « pour la réforme fiscale »
L'initiative populaire  « pour la réforme fiscale », appelée « initiative populaire en faveur d'une imposition plus équitable et de l'abolition des privilèges fiscaux », est une initiative populaire fédérale suisse, rejetée par le peuple le 21 mars 1976.

## Contenu
L'initiative, conçue en terme généraux, demande de modifier la Constitution fédérale pour instaurer un nouveau régime fiscal comprenant l'ensemble des impôts directs sur le revenu et sur la fortune des personnes physiques et morales collecté par les cantons pour la Confédération, des impôts cantonaux unifiés sur les successions et donations, ainsi qu'un impôt général sur toutes les boissons alcooliques (et non seulement sur les boissons distillées et la bière comme c'est alors le cas) et sur la consommation énergétique.
Le texte complet de l'initiative peut être consulté sur le site de la Chancellerie fédérale.

## Déroulement

### Contexte historique
En Suisse, les impôts sont, selon la Constitution, un domaine dédié prioritairement aux cantons, la Confédération n'ayant le droit de prélever que des taxes bien précises (de douane, sur les boissons alcoolisées et le tabac) et de bénéficier de l'impôt fédéral direct prélevé par les cantons. Cette situation est le résultat de nombreuses révisions constitutionnelles depuis les décisions prises, grâce aux pouvoirs d'exception, par le Conseil fédéral pendant la Seconde Guerre mondiale ; parmi ces révisions, celle du 31 janvier 1958 qui précise en détail les ressources financières de la Confédération et celle de 27 septembre 1963 qui prolonge pour 10 ans supplémentaire la perception de l'impôt fédéral direct et celui sur la bière, sont deux des plus importantes jusqu'alors.
En 1974, devant la détérioration des moyens financiers, une série de mesures complémentaires sont prises, en particulier par l'augmentation des taux maximums d'imposition ainsi que les taxes sur les carburants ; ces mesures sont refusées en votation populaire le 8 décembre 1974, alors qu'une autre proposition visant à freiner les dépenses est acceptée.
À la suite de cette votation, de nombreuses propositions sont faites dans le domaine de la fiscalité : outre des travaux préparatoires commencés par l'administration fédérale ou par des commissions spéciales, différentes interventions parlementaires, deux initiatives cantonales (l'une présentée par le canton de Bâle-Ville et l'autre par le canton de Schaffhouse) et deux initiatives populaires, celle-ci ainsi qu'une autre intitulée « Impôt sur la richesse » et présentée par le Parti socialiste suisse.

### Récolte des signatures et dépôt de l'initiative
La récolte des 50 000 signatures nécessaires a débuté le 3 mai 1973. L'initiative a été déposée le 1er septembre de la même année à la chancellerie fédérale qui l'a déclarée valide le 26 septembre.

### Discussions et recommandations des autorités
Le parlement et le Conseil fédéral recommandent le rejet de cette initiative. Dans son rapport aux chambres fédérales, le gouvernement reconnait comme « séduisante » l'idée d'un impôt fédéral uniforme sur le revenu et la fortune des personnes physiques ainsi que sur le rendement et le capital des personnes morales, il tempère cet avis en évoquant les problèmes à la fois politiques et pratiques liés à cette idée : la perte de souveraineté fiscale des cantons serait très lourdement ressentie dans l'exercice de leur volonté autonome.
De plus, en raison des nombreuses différences structurelles entre cantons (différences de population, géographiques et économiques), une uniformisation fiscale ne peut être, de l'avis du Conseil fédéral, une bonne solution.

### Votation
Soumise à la votation le 21 mars 1976, l'initiative, présentée en termes généraux, est refusée par 57,8 % des suffrages exprimés. Le tableau ci-dessous détaille les résultats par cantons :

## Effets
Comme le prévoit la loi, dans le cas où plusieurs initiatives populaires sont présentées dans le même temps sur le même sujet, la première d'entre elles qui est déposée doit être traitée en premier par les autorités, les suivantes devant l'être dans l'ordre de leur dépôt, dans le délai d'une année suivant la votation de la première initiative. Ainsi l'initiative sur la fiscalité déposée par le Parti socialiste en juin 1974, soit une année après celle-ci, sera finalement présentée en votation le 4 décembre 1977. Elle sera refusée par 55.6 % des votants.